# Giusto di Novalesa
Giusto di Novalesa, o Giusto di Susa (IX secolo – Oulx, 19 ottobre 906), è stato un monaco dell'Abbazia di Novalesa, martire a Oulx insieme al confratello Flaviano, vittime delle incursioni dei saraceni. È venerato come santo dalla chiesa cattolica ed è celebrato il 19 ottobre.

## Biografia
Giusto, anziano monaco all'abbazia di Novalesa, rimase con Flaviano a custodire il monastero minacciato dai Saraceni provenienti dalla Provenza: essi continuarono ad amministrare i beni dell'abbazia e ad attendere alla cura religiosa della popolazione locale, mentre l’abate e gli altri confratelli cercavano rifugio a Torino. 
Giunti i Saraceni, Giusto e Flaviano si rifugiarono prima a Beaulard; poi, venuti a conoscenza del martirio di cristiani ad Oulx ad opera degli infedeli, decisero di recarvisi per andare anch’essi incontro al martirio.

## Culto
Successivamente, nel 1027, in seguito al miracoloso ritrovamento dei corpi dei martiri, le reliquie di san Giusto vennero trasportate da Oulx alla cattedrale di Susa, appena fondata da Olderico Manfredi. 
La festa di san Giusto si celebra il 19 ottobre.
San Giusto di Novalesa è il principale patrono della Diocesi di Susa; a lui è dedicata la Cattedrale di Susa. Inoltre è patrono di San Giusto Canavese, di Ronco Canavese e di Mentoulles.